# Lizzano in Belvedere
Lizzano in Belvedere est une commune italienne de la ville métropolitaine de Bologne, dans la région Émilie-Romagne.

## Administration
| Période                                  | Période | Identité | Étiquette | Qualité |
| ---------------------------------------- | ------- | -------- | --------- | ------- |
|                                          |         |          |           |         |
| Les données manquantes sont à compléter. |         |          |           |         |

### Hameaux
Farnè, Gabba, La Cà, Madonna dell'Acero, Monteacuto, Pianaccio, Poggiolforato, Querciola, Rocca Corneta, Vidiciatico, Villagio Europa

### Communes limitrophes
Fanano, Gaggio Montano, Montese, Pistoia, Porretta Terme, San Marcello Pistoiese, Sestola

### Personnalités
Le botaniste Rodolfo Farneti est né dans le hameau de Chiesina le 17 février 1859. Principalement réalisée à l'Université de Pavie, sa production scientifique se résume dans une cinquantaine de travaux expérimentaux en bryologie, phytopathologie et mycologie. Il est mort le 18 février 1919 dans le hameau de Vidiciatico.
Les personnalités suivantes sont nées dans le hameau de Pianaccio :
- Guglielmo Fornagiari (en) (as italien à 7 victoires, compagnon de Francesco Baracca durant la grande guerre de 1915 à 1918)
- Bruno Biagi (politicien du ventennio). Le 10 octobre 1938, en présence du maréchal Rodolfo Graziani, il inaugure à Pianaccio la colonie combattante. Cette ancienne colonie de vacance estivale est actuellement le siège du parc et de la fondation Enzo Biagi. Sur les murs du bâtiment on peut encore lire les phrases « Aimez la vie de vos montagnes » et « Soyez fier de vos montagnes »[3].
- Giovanni Fornasini (prêtre résistant mort en martyr en 1944 dont le décret de béatification a été signé en 2021)
- Enzo Biagi (un des journalistes italiens les plus populaires du XXe siècle). Ses obsèques ont lieu à Pianaccio le 8 novembre 2007. La messe est célébrée par le cardinal Ersilio Tonini. Dans la chapelle, qui peut contenir une cinquantaine de personnes sont présents sa fille Bice Biagi, le président du conseil Romano Prodi, le maire de Rome Walter Veltroni, le ministre des communications Paolo Gentiloni, le président de la Rai Claudio Petruccioli (it), le maire de Bologne Sergio Cofferati, le président de la région Emilie-Romagne Vasco Errani, la présidente de la province de Bologne Beatrice Draghetti et de nombreux collègues comme Ferruccio de Bortoli (it) et Paolo Mieli (it)[4].